# Le Mariage de l'amour
Pour plus de détails, voir Fiche technique et Distribution.
Le Mariage de l'amour est un film muet français réalisé par Maurice Le Forestier, sorti en 1913.

## Fiche technique
- Titre : Le Mariage de l'amour
- Réalisation : Maurice Le Forestier
- Scénario : Daniel Riche d'après Apulée
- Photographie :
- Montage :
- Producteur :
- Société de production : Société cinématographique des auteurs et gens de lettres (S.C.A.G.L)
- Société de distribution :  Pathé Frères
- Pays d'origine :  France
- Métrage : 770 mètres dont 692 en couleurs
- Langue : film muet avec les intertitres en français
- Format : Couleurs et Noir et blanc — 35 mm — 1,33:1 — Muet
- Genre : Film dramatique
- Durée : 25 minutes 40
- Dates de sortie :
  -  Danemark : 15 décembre 1913
  -  France : 30 janvier 1914
  -  États-Unis : 9 mai 1914

## Distribution
- Gabriel de Gavrone :
- Stacia Napierkowska : Psyché
- Marie-Louise Derval : Vénus
- Suzanne Munte : la reine
- Andrée Pascal : Cupidon